# O ano em que meus pais saíram de férias
O Ano em que Meus Pais Saíram de Férias (en español estrenada como: El año en que mis padres se fueron de vacaciones y El año que mis padres salieron de vacaciones) es una película brasileña dirigida por Cao Hamburger, quien junto a Adriana Falcão, Claudio Galperin, Anna Muylaert y Bráulio Mantovani escribió el guion, que duró cuatro años en ser completado. Igualmente fue nominada por el Ministerio de Cultura de Brasil al Oscar a la mejor película de habla no inglesa; esto fue una sorpresa, pues se pensaba que Tropa de élite, de José Padilha sería nominada. No obstante, la película ganadora fue la austriaca-alemana Die Fälscher, dirigida por Stefan Ruzowitzky.

## Argumento
En su totalidad, la historia transcurre en 1970, en el marco de la Copa Mundial de Fútbol de ese año, celebrada en México, y el mandato dictatorial de Emílio Garrastazu Médici.
La mayor parte de la película ocurre en São Paulo, a donde llega Mauro, un niño de 12 años, quien sin entender porqué es privado de la compañía de sus padres, Bia y Daniel Stein, quienes sin un motivo aparente se van de vacaciones, en realidad, los padres del chico son activistas políticos de izquierda contrarios a la dictadura militar; para tal fin, los tres salen de Belo Horizonte en un Volkswagen Sedán azul hacia São Paulo, a casa de Mótel, un barbero judío, abuelo paterno de Mauro. Al niño le es prometido que, después de las vacaciones, volverán para la Copa Mundial, que sería la primera transmitida vía satélite. No obstante, Mótel fallece el mismo día que llega el niño, quedando solo este último, en medio de Bom Retiro, un barrio de trabajadores, la mayoría de ellos judíos hablantes de yidis, idioma desconocido para Mauro.
Como Daniel era hijo de Mótel y al igual que éste, judío, la comunidad de Bom Retiro se une para ayudar a Mauro, sin embargo, como no se tienen noticias de los padres del niño, comienza a residir en casa de Schlomo, un anciano judío solitario y religioso, además, antiguo vecino y amigo del abuelo de Mauro. Así pues, Schlomo se hace cargo del cuidado y la alimentación del niño. Posteriormente, sería él quien descubriría que, al no estar circunciso, Mauro no era judío.
Paulatinamente, Mauro, quien quiere ser portero, va socializando con otras personas de su bloque; entre ellos Hanna, una niña de su edad; Ítalo, activista político estudiante de la Pontificia Universidad Católica de São Paulo; Irene, una cantinera, y su novio, un mulato portero de uno de los equipos de fútbol locales; al rabino; diversos ancianos; los inmigrantes italianos; etc. La trama va acompañada de videos originales en blanco y negro de los partidos jugados por la Selección de fútbol de Brasil, incluyendo goles de diversos jugadores, como Pelé, Jairzinho, Rivelino y Tostão.
Durante el primer partido de Brasil (contra Checoslovaquia), Mauro se decepciona; pues, si bien gana la selección nacional, no aparecen sus padres; incumpliendo su promesa. Temiendo lo peor, Schlomo empieza a investigar, y junto a otros izquierdistas, es capturado por la policía. Al final de la película, coincidiendo con el final de la copa (contra Italia), Bia, la madre de Mauro, llega a Bom Retiro en grave estado de salud, quien se recupera. Por último, Mauro dice adiós a sus nuevos amigos y sale con su madre para el exilio.